# Алфен-ан-ден-Рейн (муніципалітет)
А́лфен-ан-ден-Рейн (нід. Alphen aan den Rijn; - [ˈɑlfə(n) aːn də ˈrɛi̯n] ( прослухати)) — муніципалітет у нідерландській провінції Південна Голландія. Адміністративний центр — місто Алфен-ан-ден-Рейн.

## Географія
Муніципалітет Алфен-ан-ден-Рейн розташований між Лейденом і Утрехтом, у долині Ауде-Рейна, у регіоні, який має назву «Зелене серце Нідерландів». Площа муніципалітету становить 132,49 км², з яких суходолу — 126,58 км², водної поверхні — 5,91 км².

## Населені пункти муніципалітету
Адміністративним центром муніципалітету Алфен-ан-ден-Рейн є однойменне місто. Окрім нього, існують такі населені пункти:
- села: Арландервен (Aarlanderveen), Бентхейзен (Benthuizen), Боскоп (Boskoop), Хазерсвауде-Дорп (Hazerswoude-Dorp), Хазерсвауде-Рейндейк (Hazerswoude-Rijndijk), Каудекерк-ан-ден-Рейн (Koudekerk aan den Rijn), Зваммердам (Zwammerdam)
- хутори: Бент (Bent), Бентхорн (Benthorn), Де-Румер (De Roemer), Гнепхук (Gnephoek), Грунендейк (Groenendijk), Геймансбюрт (Heimansbuurt), Гогевен (Hogeveen), Горн (Hoorn), Лаг-Боскоп (Laag Boskoop), Луте (Loete), Мідделбург (Middelburg), Моленарсбюрт ('s-Molenaarsbuurt), Ньївкоп (Nieuwkoop), Ріддербюрт (Ridderbuurt), Рітвелд (Rietveld), Спулвейк (Spoelwijk), Форвег (Voorweg), Вестейнде (Westeinde)

## Історія
Муніципалітет Алфен-ан-ден-Рейн утворився 1 січня 1918 року, коли до муніципалітету Алфен приєдналися муніципалітети Арландервен і Аудсгорн. У 1964 році до складу громади увійшла частина території муніципалітету Зваммердам.
У 2012 році було вирішено під час майбутньої адміністративно-територіальної реформи об'єднати муніципалітети Алфен-ан-ден-Рейн, Боскоп і Рейнвауде в один, під нейтральною назвою Рейн-ен-Гаувеленд. Але така назва викликала хвилю критичних відгуків, особливо з боку Алфен-ан-ден-Рейна, у той час як Боскоп і Рейнвауде схилялися саме до такого варіанту. Останні два муніципалітети звернулися до Міністерства внутрішніх справ із проханням дати новому муніципалітетові іншу, але все ж таки нейтральну назву. Втім, їх сподівання не справдилися і муніципалітет отримав назву за найбільшим містом новоствореної адміністративної одиниці. Після об'єднання 1 січня 2014 року трьох муніципалітетів в один, площа нового муніципалітету Алфен-ан-ден-Рейн збільшилася майже удвічі.

## Політика
Управління муніципалітетом здійснюють міська рада з 39 депутатів та бургомістр, при якому є також рада олдерменів.
Місця в раді розподілені поміж політичними партіями так:
| Партія                                                                                 | 1982 | 1986 | 1990 | 1994 | 1998 | 2002 | 2006 | 2010 | 2013 |
| -------------------------------------------------------------------------------------- | ---- | ---- | ---- | ---- | ---- | ---- | ---- | ---- | ---- |
| Християнсько-демократичний заклик                                                      | 11   | 10   | 11   | 7    | 6    | 7    | 6    | 5    | 7    |
| Народна партія за свободу і демократію                                                 | 9    | 9    | 8    | 9    | 9    | 8    | 8    | 7    | 5    |
| Партія праці                                                                           | 5    | 8    | 5    | 3    | 4    | 4    | 7    | 5    | 4    |
| Демократи 66                                                                           | 2    | 1    | 4    | 5    | 3    | 2    | 1    | 3    | 4    |
| Соціалістична партія                                                                   | —    | 1    | 2    | 4    | 4    | 3    | 4    | 2    | 3    |
| Зелені ліві                                                                            | —    | 1    | 2    | 2    | 3    | 3    | 2    | 3    | 3    |
| Християнський союз                                                                     | —    | —    | 1    | 2    | 2    | 2    | 3    | 3    | 3    |
| Nieuw Elan                                                                             | —    | —    | —    | —    | —    | —    | —    | 3    | 6    |
| Alphen één (A1)                                                                        | —    | —    | —    | —    | —    | 2    | 2    | 2    | —    |
| Beter Alphen                                                                           | —    | —    | —    | —    | —    | 2    | 1    | 1    | 1    |
| Leefbaar Alphen / Alphense Stadspartij                                                 | —    | —    | —    | —    | 2    | 2    | 1    | —    | —    |
| Реформістська партія                                                                   | —    | —    | —    | —    | —    | —    | —    | —    | 2    |
| Reformatorische Politieke Federatie-Реформістська партія-Gereformeerd Politiek Verbond | 2    | 1    | —    | —    | —    | —    | —    | —    | —    |
| RijnGouweLokaal                                                                        | —    | —    | —    | —    | —    | —    | —    | —    | 1    |
| Trots op Nederland                                                                     | —    | —    | —    | —    | —    | —    | —    | 1    | —    |
| Initiatiefgroep Democratisch Alphen                                                    | —    | —    | —    | 1    | —    | —    | —    | —    | —    |
| Politieke Partij Radikalen                                                             | 1    | —    | —    | —    | —    | —    | —    | —    | —    |
| Комуністична партія Нідерландів-Pacifistisch Socialistische Partij                     | 1    | —    | —    | —    | —    | —    | —    | —    | —    |
| Усього                                                                                 | 31   | 31   | 33   | 33   | 33   | 35   | 35   | 35   | 39   |

Посаду бургомістра з 15 грудня 2014 року обіймає уродженка Алфен-ан-ден-Рейна Лісбет Спіс (Liesbeth Spies) з партії «Християнсько-демократичний заклик». Її підпорядковані шість олдерменів:
- Кіс ван Велзен (Kees van Velzen), партія «Християнсько-демократичний заклик»;
- Хан де Ягер (Han de Jager), партія «Християнсько-демократичний заклик»;
- Герард ван Ас (Gerard van As), партія «Nieuw Elan»;
- Цеард Хукстра (Tseard Hoekstra), Народна партія за свободу і демократію;
- Віллем Ян Стегеман (Willem Jan Stegeman), партія «Демократи 66»;
- Майкл дю Хатіньєр (Michel du Chatinier), партія «Християнський союз».

## Транспорт
По території муніципалітету проходять автошляхи N11 та N207. В містах Алфен-ан-ден-Рейн і Боскоп діють залізничні станції.

## Пам'ятки історії та архітектури
На території муніципалітету Алфен-ан-ден-Рейн розташовано 173 національні пам'ятки та 11 воєнних меморіалів.